# 랜들 먼로
랜들 패트릭 먼로(Randall Patrick Munroe, 1984년 10월 17일 ~ )는 미국인 작가이자 NASA 로봇공학자, 웹 만화의 작가이다. 그의 웹 만화 xkcd는 컬트적 인기를 얻게 되었으며, NASA를 떠난 이후에는 전문 웹 만화 작가가 되었다.

## 유년 시절
먼로는 어릴 적부터 캘빈과 홉스 만화를 보기 시작하면서 코믹 스트립의 팬이 되었다. 클로버 힐 수학과학 고등학교에서 르네상스 프로그램을 졸업한 이후 2006년 크리스토퍼 뉴포트 대학교에서 물리학 학위를 받았다.

## 경력

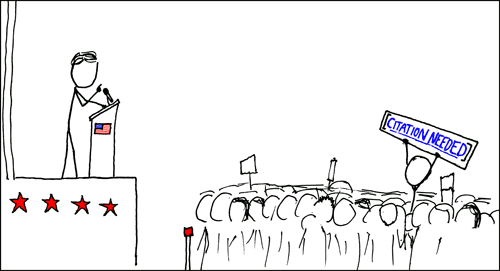
"285회 "위키백과 시위대", 타이틀에는 헌법 준보호 금지!"라고 적혀 있다.

### 로봇공학
랜들 먼로는 대학 졸업 전후 미국 NASA 랭글레이 연구 센터의 로봇공학 분야에서 독립 계약직으로 일했다. 2006년 10월 NASA와 재계약을 하지 않았고 현재는 xkcd 만화를 전문적으로 그리고 있다. 현재는 xkcd와 관련된 상품 판매를 통해 수익을 벌고 있다. 웹툰이 빠르게 인기를 얻으면서 2007년 10월 한달에만 7천만 회의 조회수를 달성하였다. 위험한 과학책과 랜들 먼로의 친절한 과학 그림책, 그리고 더 위험한 과학책을 출판하였고, 현재는 아주 위험한 과학책도 출판하였다.
구글과 TED에서 강연을 하기도 했다.

### 웹 만화
xkcd는 수학과 과학 분야를 다루는 막대인간 형태의 만화이다.

## 영향
2013년 9월, 무어는 xkcd 독자 포럼에 소행성 (4942) 1987 DU6가 4942 먼로라는 자신의 이름을 딴 소행성 이름으로 후보를 제출했다고 말했다. 이 후보는 국제천문연맹의 승인을 받아 4942 먼로라는 정식 명칭을 받았다. 이 소행성은 지구와 충돌하면 지구를 멸망시킬 수도 있는 크기이다.

## 사생활
2008년 5월 기준 먼로는 미국 매사추세츠주 서머빌에 거주하고 있다.
먼로는 2011년 6월 연인이 유방암 3기 판정을 받았다고 말했으며 9월에 결혼했다고 발표했다.

## 저서
출판 연도는 미국을 기준으로 한다.
- 《xkcd》 2009년
- 《위험한 과학책》 2014년
- 《랜들 먼로의 친절한 과학 그림책》 2018년
- 《더 위험한 과학책》 2019년
- 《아주 위험한 과학책》 2023년